# پاپین دم تنگز
«پاپین دم تنگز» (به انگلیسی: Poppin' Them Thangs) آهنگی از گروه جی-یونیت به تهیه‌کنندگی دکتر دره و اسکات استورچ است. این آهنگ در نوامبر ۲۰۰۳ به عنوان دومین تک‌آهنگ از نخستین آلبوم آنها بگ فور مرسی (Beg for Mercy) توزیع شد. فیفتی سنت بخش نخست و پس از او لوید بنکس و یانگ باک به ترتیب بخشهای دوم و سوم آهنگ را می‌خوانند.